# Bank of the West Classic 2010 - Doppio
Il doppio  del Bank of the West Classic 2010 è stato un torneo di tennis facente parte del WTA Tour 2010.
Serena Williams e Venus Williams erano i detentori del titolo, ma quest'anno non hanno partecipato.
Lindsay Davenport e Liezel Huber hanno battuto in finale Chan Yung-jan e Zheng Jie, 7–5, 6(8)–7, 10–8.

## Teste di serie
1. Lisa Raymond /  Rennae Stubbs (primo turno)
2. Chan Yung-jan /  Zheng Jie(finale)

1. Alisa Klejbanova /  Shahar Peer (quarti di finale)
2. Ol'ga Govorcova /  Alla Kudrjavceva (quarti di finale)

## Tabellone

### Legenda
| - Q = Qualificato - WC = Wild card - LL = Lucky loser | - ALT = Alternate - SE = Special Exempt - PR = Protected Ranking | - w/o = Walkover - r = Ritirato - d = Squalificato |